# 松本一起
松本 一起（まつもと いっき、本名 昭二（しょうじ）、1949年 - 2022年11月4日）は、日本の作詞家。慶應義塾大学文学部卒業。血液型はO型。

## 概要
1982年、早見優のデビュー曲「急いで!初恋」の作詞を担当。以後、作詞家として活動を始める。特に80年代アイドル全盛時にヒットチャートを席捲した。並行して、テレビ番組の主題歌や挿入歌、映画、CMイメージソングなど3,000曲以上手掛ける。
1999年には作詞家集団「if」を主宰。皇太子妃愛子様御誕生記念歌の歌詞は弟子の武井光子が作詞。
2008年12月にはclassの「夏の日の1993」のアンサーソングとして「冬の日の2009」を手掛ける。近年は、エッセイ集や短編小説などの著書も数多く出版。
2022年11月4日、心不全のため東京都内の病院で死去。73歳没。

## 主な楽曲

### あ行
- 浅香唯
  - 「その気☆不思議」
- 鮎川麻弥
  - 「風が聴こえる朝」
- 池田聡
  - 「モノクローム・ヴィーナス」
  - 「倉庫BARにて」
  - 「Moon Shadow」
  - 「KISS」
  - 「ずっと風のまま」
- 石井明美
  - 「テーマ/普通の生活」
  - 「私」
  - 「Celebration」
- 石川秀美
  - 「サスペンス」
- 石田ひかり
  - 「風のヴァレリーナ」
  - 「Hello,Nice Day」
  - 「サイクリング」
  - 「帰りたくない」
  - 「すっぱい・マジック」（T.S.MOTOと共作）
  - 「ゆっくりロマンティック」
  - 「赤いエゴイズム」
  - 「オルゴール」
- 石嶺聡子
  - 「土曜日とペンと腕時計」
- 稲垣潤一
  - 「彷徨える街」
  - 「君に言い尽くせないまま」
- 岩井小百合
  - 「涙に天使」
- 上田正樹
  - 「Go West」
- 衛藤利恵
  - 「sometime something」
- 大橋純子
  - 「結婚」
  - 「Rain」
- 尾上千昌
  - 「ときめきハイウェイ」
- 小野正利
  - 「ピュアになれ」
  - 「Forever My Love」
  - 「もっと美しくなれ」
- オフコース
  - 「Tiny Pretty Girl」
  - 「心の扉」（小田和正との合作）
  - 「I can't stand this」（小田和正との合作）
  - 「陽射しの中で」
  - 「僕らしい夏」

### か行
- 川島みき
  - 「シルクのくちびる」
  - 「傷つかないDream」
- 吉川晃司
  - 「スリルなモナリザ」
  - 「サイレント シンデレラ」
  - 「Lady Baby」
  - 「雨上がりの非常階段」
  - 「INNOCENT SKY」
  - 「雨のTraveller」
  - 「きらわれついでのラスト・ダンス」
  - 「奪われたWink」
- class
  - 「夏の日の1993」
  - 「冬の日の2009」
  - 「百万本の雨」
- 小橋賢児
  - 「Knock King on the Door」

### さ行
- 西城秀樹
  - 「モナリサ」
  - 「BORN TO BE A STAR」
  - 「if, Girl 」
  - 「Rain of Dream 夢の罪」
  - 「君を三日間待っていた」
- 相楽晴子
  - 「ヤッパ・オンナ」
  - 「Teenage of Last」
  - 「KissでLong Good-bye」
  - 「Cool Catと呼ばれて」
- 佐藤健太
  - 「高速戦隊ターボレンジャー」
  - 「ジグザグ青春ロード」
  - 「DANCEときめく心」
- 佐藤隆
  - 「黒い瞳/アモーレミオ」
- 佐野量子
  - 「夏のフィナーレ」
  - 「レタスの恋愛レポート」
- 沢田研二
  - 「指」
  - 「君が泣くのを見た」
  - 「砂漠のバレリーナ」
  - 「笑ってやるハッ！ハッ！！」
  - 「WALL IN NIGHT」
  - 「痛み」
  - 「CHANCE」
- ZIG ZAG
  - 「夏を忘れたシー・サイド」
- 篠原リエ
  - 「愛がすべて」（日本語詞）
- SHIHO
  - 「Plastic Moon」
  - 「Distance」
  - 「Modern Time」
- 少年隊
  - 「誘われてEX」
  - 「First Memory」
- ZOO
  - 「GIVEN」
- Skoop On Somebody
  - 「今、僕はここにいる」
- 鈴木聖美
  - 「ファンタジー」
- 鈴木雅之
  - 「ガラス越しに消えた夏」

### た行
- 田中裕子
  - 「チャイナ・ドール」
- 田原俊彦
  - 「It's BAD」
  - 「見慣れない君を見た」
  - 「君に出来ないすべて」
  - 「Wall -閉ざされた愛-」
  - 「二度とない偶然」
  - 「終わらない夏」
  - 「美しい人よ」
- 田村英里子
  - 「Passion Girl」
  - 「いじわる」
  - 「冷たくしないで」
  - 「夏までCheek to Cheek」
  - 「May be Dream」
  - 「デザートにKISS」
- 長州力
  - 「明日の誓い」
- TSUBASA
  - 「TOKIOプロポーション」
- テツandトモ
  - 「少年のままで」
- 天地空海
- ｢天地空海｣
- 東京パフォーマンスドール
  - 「夢を」
- TOSHI
  - 「Heart of The Back」

### な行
- 中條かな子
  - 「天使の罠」
  - 「絆/KIZUNA」
- 中森明菜
  - 「ジプシー・クイーン」
  - 「Fin」
  - 「椿姫ジュリアーナ」
  - 「ENDLESS」
  - 「URAGIRI」
- 西田ひかる
  - 「Nice-catch!」
- 仁藤優子
  - 「瞳は夜を越えて」
  - 「風の下で眠るイヴたち」
  - 「泣きたくてsmile for you」

### は行
- 早見優
  - 「急いで!初恋」
  - 「抱いてマイ・ラブ」
  - 「CLASH」
  - 「西暦1986」
  - 「Cry me」
  - 「クライマックス」
  - 「サテン サンバ72☆」
  - 「彩りのメッセージ」
  - 「St. Amien」
  - 「Pink Shock」
  - 「Mermaid 1984」
  - 「真夏のJealousy」
  - 「渚にCome Rain」
  - 「あてもないミステイク」
  - 「シンデレラ・スターライト」
  - 「Aランクの恋」
  - 「Wanna Change You」
  - 「COOL MAN」
  - 「Burning illusion」
  - 「ダウン・タウン・チャーミング」
  - 「ちょっぴりSilly Boy」
  - 「Kiss me tonight」
  - 「アリバイのない女たち」
- BEE PUBLIC
  - 「二人のHappy Birthday」
- Be-B
  - 「Angel Anniversary」
- 光GENJI
  - 「Welcome」
  - 「ファンキー・ランド」
- 久石譲
  - 「Zin Zin」
  - 「81⁄2の風景画」
  - 「風のHighway」
  - 「冬の旅人」
  - 「ブレードランナーの彷徨」
  - 「少年の日の夕暮れ」
- ピンク・レディー
  - 「悲しみのシルエット」
- 福山雅治
  - 「もう君はいない」
  - 「どうしたらいいんだろう」
  - 「ザラついたシチュエイション」
  - 「この国を」
- 福永恵規
  - 「mis-call」
- VOICE (ユニット) 
  - 「こんなに」

### ま行
- 水谷麻里
  - 「春が来た」
  - 「ポキチ・ペキチ・パキチ」
- 真弓倫子
  - 「センチメンタル・夏少女」
  - 「独りぼっちのマリ」
  - 「赤いジェラシー」
- 南こうせつ
  - 「ありがとう」
- 村田恵里
  - 「TOKYO,CITY OF WONDERS.」
- 村田和人
  - 「Morning Selection」
- 米良美一
  - 「Truth」
- 森川由加里
  - 「マクンバ」（日本語訳）

### や行
- 矢沢永吉
  - 「夢の彼方」
- 大和女組
  - 「大和ナデシコから騒ぎ」
- YOURI with the CASH
  - 「LOVE IS HEART 〜星座の子供たち〜」
- 雪村いづみ
  - 「可愛いい女」
- 芳本美代子
  - 「横顔のフィナーレ」
- 米光美保
  - 「予感」

### ら行
- Little Bach
  - 「眠れぬ美女」
- ribbon
  - 「サイレント・サマー」
- REIMY
  - 「fa・ri・ra」
  - 「最後の優しさ」
  - 「私生活」
  - 「On The Edge」（日本語訳）
  - 「Hold Me」
  - 「Encore」
  - 「別の魅力」
  - 「Lover Boy」（日本語訳）

### テレビ主題歌・挿入歌
- 知ってるつもり?!（NTV）
- STATION（NTV）
- 金曜ドラマ モナリザたちの冒険（TBS）
- 空に星があるように（TBS）
- 木曜ドラマ 芸能社会（TBS）
- THE BOADERS（TBS）
- ニュース報道 ブロードキャスター（TBS）
- リスキー・ゲーム（TBS）
- 現代恐怖サスペンス・シリーズ（CX）
- 華の別れ（CX）
- 銭形平次（CX）
- 家族あわせ2（CX）
- 指輪（CX）
- TVいま時あの時 （ANB）
- 華麗にAh!so（ANB）
- ホテルドクター（ANB）
- 君といつまでも（ANB）
- ママのベッドへいらっしゃい（ANB）
- クイズ21! ジャックをねらえ（ANB）
- いつか行く旅（ANB）
- 熱血甲子園（ABC）
- 全国高校ラグビー（MBS）

### アニメーション主題歌・挿入歌
- きまぐれオレンジ☆ロード  （NTV）
- エスパー魔美 （EX）
- 燃える!お兄さん   （NTV）
- 戦え!超ロボット生命体トランスフォーマー2010 （NTV）
- マニア林蔵  （TBS）
- ミスター味っ子  （TX）
- ジャングル・ブック 少年モーグリ（TX）
- ゲッターロボ號   （TX）
- アイドル伝説えり子 （TX）

### 特撮主題歌・挿入歌
- 高速戦隊ターボレンジャー  （EX）
- 特警ウインスペクター  （EX）
- 特捜エクシードラフト  （EX）

#### MV/VD他
- ろくでなしBLUES
- アルスラーン戦記II
- 人魚の傷
- 思春期未満お断り
- マドンナ炎のティーチャー
- NORA
- GREY-DISITAL TERGET
- 湘南爆走族

### CM
- JAL沖縄キャンペーン
- UCCコーヒー
- サントリー
- 資生堂シャワーコロン
- AJOCメガネチェーン
- 新日本証券
- 明治製菓（現・明治）
- MIKI HOUSE
- 伊勢丹
- デルモンテトマトジュース
- アサヒビールスーパードライ
- コニカカラーXG400
- 資生堂カラーリンス
- ローソン
- TDK
- セゾンカード
- グリコ・シリアルポッキー
- ごはん食推進委員会
- 三菱銀行
- 雪印（現・雪印メグミルク）北海道バター

### 映画
- 極道の妻たち・2
- オーディション

### 東映Vシネマ
- 女バトルコップ
- きけ、わだつみの声

### 舞台
- ニッポン放送開局40周年記念

中野サンプラザ会場20周年記念
「ロックオペラ・ハムレット」  脚本、作詞担当
出演 TOSHI デーモン小暮 ローリー寺西 他
- ニッポン放送開局40周年記念

ミュージカル 「憑いてますか」 作詞担当
出演 南青山少年歌劇団

## 著書
- 「自分」を変える100の質問   リクルート出版
- エッセイ「君と僕の物語がはじまる」   大和書房
- 小説  「ロードサイドブルー」  リクルート出版
- エッセイ「君を愛することが得意でも」  大和書房
- エッセイ「僕は君のサンタクロース」   大和書房
- エッセイ「さよならのキスをしよう」   大和書房
- 短編小説「天使の記念日」        大和書房
- エッセイ「40％理解しあえたら結婚しよう」PHP
- エッセイ「誰かが君を愛してる」     大和書房
- エッセイ「さよならしか見えない時にも」 大和書房
- 短編小説「おいしい風はいかが？」 B・Rサーカス
- 恋愛セラピー              英知出版
- 作詞家10人の短編小説集         三笠書房
- 男についての100の質問        三笠書房
- 失恋セラピー          ロングセラーズ社
- 愛についての100の質問        三笠書房
- 恋という物語が始まるとき        三笠書房
- 作詞ってこんなに楽しい！　「普通の生活」から始めよう　ラピュータ

## ラジオ、テレビ出演
- パックインミュージック（TBSラジオ）

「松本一起スペシャル・プロデュース」 パーソナリティー
- ミッドナイト・スペシャル（FM埼玉） パーソナリティー
- St.Valentineスペシャル～5時間生放送～（FM埼玉） パーソナリティー
- The Fresh（TBSテレビ） ゲスト・コメンテイター
- 松本一起のおいしい風はいかが（FM富山） 短編小説制作、朗読
- 松本一起のおいしい風はいかが（大分放送） 短編小説制作、朗読 他

## プロデュース

### CDプロデュース
- 「皇太子妃愛子様御誕生記念の愛の詩」 献上 2002年12月1日（毎日新聞主催）
- 男の言葉と女の沈黙 全十枚 （Sony Records）
- 微妙な彼女たちの場所 全十枚 （Sony Records）
- 松本一起ラブ・エッセイ・シリーズ 全八枚（VAP Records）
- Music Museum 全十二枚（Forlife Records）  他
- INOWARA『いのちを笑わそう』お笑い芸人によるチャリティCD （Rhythm Site）2010年11月6日

### 音楽プロデュース
- Methodize（テイチクレコード） 1999年11月デビュー
- 原宿将棋通り（WeWeC Records） 2001年6月デビュー
- ブラートプラート（Sony Records） デビュー予定
- 2000年秋、コロムビアレコードに新レーベル「ikki records」
- 大和女組「見参!大和女組」（ユニバーサルミュージック・アスタエンタテインメント） 2007年3月7日発売

## 講演会
- 金沢市
- 東京ロータリークラブ
- 企業セミナー多数   他

## アドバイザー
- 埼玉県 埼玉アリーナ名称選定委員
- 埼玉県松伏町 芸術アドバイザー
- 企業契約アドバイザー多数   他

## 連載
- 旅行雑誌「じゃらん」 1/3のストーリー
- 女性誌「モニク」 恋と器とバイオリン
- 女性誌「ハル」 カクテルのある風景
- 月刊カドカワ
- 月刊誌「ビバリー」 12色のラブストーリー
- 音楽誌「プリプロ」 一語一起
- シグネチャー 日本と逢う 音楽と逢う
- URERU 時代は愉快だ
- GRANDE 風とハイウェイと彼女
- 東京新聞 わが街、わが友   他